# Giải Khoa học thế giới Albert Einstein
Giải Khoa học thế giới Albert Einstein (tiếng Anh: Albert Einstein World Award of Science) là một giải của Hội đồng Văn hóa thế giới (World Cultural Council) trao hàng năm như một sự "nhìn nhận và khuyến khích các người có công nghiên cứu và phát triển khoa học kỹ thuật", đặc biệt chú trọng tới các nghiên cứu "đã đem lại lợi ích thiết thực cho nhân loại".
Giải được đặt theo tên nhà vật lý lỗi lạc Albert Einstein và gồm một bằng chứng nhận, một huy chương và số tiền 10.000 dollar Mỹ

## Các người đoạt giải
Dưới đây là danh sách những người đoạt giải:
2014: Philip Cohen
2013: Paul Nurse
2012: Michael Grätzel
2011: Geoffrey Alan Ozin
2010: Julio Montaner
2009: Jane VanWinkle
2008: Ada Yonath
2007: James F. Stoddart
2006: Ahmed Zewail
2005: John Hopfield
2004: Ralph J. Cicerone
2003: Martin Rees
2002: Daniel H. Janzen
2001: Niels Birbaumer
2000: Frank Fenner
1999: Robert Weinberg
1998: Charles R. Goldman
1997: Jean-Marie Ghuysen
1996: Alec Jeffreys
1995: Herbert H. Jasper
1994: Sherwood Rowland
1993: Ali Javan
1992: Raymond U. Lemieux
1991: Albert Fleckenstein
1990: Gustav Nossal
1989: Martin Kamen
1988: Margaret Burbidge
1987: Hugh Huxley
1986: Monkombu S. Swaminathan
1985: Werner Stumm
1984: Ricardo Bressani